# تروي هيرنانديز
تروي هيرنانديز هو لاعب كرة قدم كندي، ولد في 22 مايو 1987 في كندا. لعب مع Wilmington Hammerheads FC ‏.

## وصلات خارجية
- تروي هيرنانديز على موقع قاعدة بيانات كرة القدم.إي يو (الإنجليزية)